# Барвінівка (Кропивницький район)
Барвіні́вка — село в Україні, у Суботцівська сільській громаді Кропивницького району Кіровоградської області. Населення становить 70 осіб.

## Населення
Згідно з переписом УРСР 1989 року чисельність наявного населення села становила 81 особа, з яких 28 чоловіків та 53 жінки.
За переписом населення України 2001 року в селі мешкало 70 осіб.

### Мова
Розподіл населення за рідною мовою за даними перепису 2001 року:
| Мова       | Відсоток |
| ---------- | -------- |
| українська | 92,86 %  |
| білоруська | 4,29 %   |
| російська  | 2,86 %   |